# Dancing Barefoot
«Dancing Barefoot» (с англ. — «Танцую босиком») — песня, написанная Патти Смит и Иваном Кралом и изданная 2-м синглом с альбома «Wave» (1979). На обложке альбома указано, что эта композиция посвящена таким женщинам, как Жанна Эбютерн, гражданская жена Амедео Модильяни, и им подобным.
В 2004 году «Dancing Barefoot» была включена в список 500 величайших песен всех времён по версии журнала Rolling Stone.